# Classe Uda
Le unità appartenenti alla classe Uda (progetto 577 secondo la classificazione russa) sono petroliere militari di piccole dimensioni, costruite negli anni sessanta.
La denominazione russa per questo tipo di navi è VT, abbreviazione per Voyenyy Tanker ("petroliera militare").

## Tecnica
Le petroliere classe Uda sono navi di dimensioni modeste, progettate per il rifornimento in mare della Marina Sovietica. Si tratta di unità piuttosto vecchie, entrate in servizio tra il 1962 ed il 1967.
Tuttavia, nonostante la loro età, sono estremamente versatili, poiché sono in grado di trasportare una grande varietà di liquidi: 2.000 tonnellate di nafta, 800 di gasolio, 100 di olio lubrificante, 300 di acqua potabile e 200 di acqua.
Inoltre, hanno anche una limitata capacità di trasporto merci (100 tonnellate).

## Armamento
Le Uda non hanno armamento, anche se ogni nave ha delle postazioni per l'installazione di otto cannoni da 57 mm calibro 70. Comunque, tale armamento non risulta essere mai stato installato per il servizio operativo. Solo un'unità di questa classe fu avvistata armata, nel Mar Baltico: era nel 1962, e probabilmente si trattava di semplici prove di valutazione.

## Il servizio
Attualmente, ne risultano in servizio quattro.
- Koyda: in servizio nella Flotta del Mar Nero.
- Terek: entrata in servizio nel 1962 ed operativa nella Flotta del Nord.
- Lena: entrata in servizio nel 1966 ed operativa nella Flotta del Baltico.
- Vishera: entrata in servizio nel 1967 ed operativa nella Flotta del Pacifico.

Altre due unità, Dunay e Sheksna, sono state radiate.